# RN9 (Dschibuti)
Die RN9 ist eine Fernstraße in Dschibuti, die in Tadjoura beginnt und an der Zufahrt zur RN1 endet. Zwei Fernstraßen, RN11 und RN12, zweigen von der RN9 ab. Nach einem kurzen nicht nummerierten Abschnitt in Tadjoura geht sie in die RN14 über. Sie ist 124 Kilometer lang.